# 唐·乔伊特
唐·乔伊特（英語：Don Jowett，1931年3月4日—2011年7月21日），新西兰男子田径运动员。他曾代表新西兰参加1950年和1954年大英帝国和英联邦运动会田径比赛，获得一枚金牌、一枚银牌和一枚铜牌。